# ダーウィン (フリゲート)
ダーウィン（HMAS Darwin ,FFG 04）はオーストラリア海軍のアデレード級フリゲートの4番艦。艦名はノーザンテリトリー準州の首府であるダーウィンに由来する。

## 艦歴
ダーウィンはワシントン州シアトルのトッド造船所で1981年7月2日に起工され、1982年3月26日に進水、1984年7月21日に就役した。
一番艦「アデレード」からこの「ダーウィン」まではアメリカで建造されたが、以降の2隻はオーストラリアでライセンス生産された。FFG UP SEA1930に基づくアップグレードが予定されている。
1999年9月19日から11月3日までオーストラリア人の指揮下で東ティモール国際軍の一部として東チモールに展開する。2001年にはソロモン諸島に展開される。
「ダーウィン」は2007年から2008年にかけてニューサウスウェールズ州のガーデンアイランドにあるスターリング海軍基地にて大規模アップグレードと修理を受け、2008年11月に通常任務に復帰する。
2009年3月13日朝、「ダーウィン」は1988年のオーストラリア200周年祭以来、シドニー港で実施された観艦式で17隻中、最も大きな艦艇として式典に参加する。
2010年にはRAN戦闘名誉システムの見直しに続き、「東チモール1999」、「ペルシャ湾2003-03」および「イラク2003」の3つの戦闘名誉が与えられた。
2012年に「FFH 157 パース」、「SSG-74 ファーンコム」と共にリムパックに参加する。
2013年10月、2013年国際観艦式に参加。